# Satchari-Nationalpark
Der Satchari-Nationalpark (সাতছড়ি জাতীয় উদ্যান) ist ein Nationalpark in Bangladesch. Er liegt östlich der Stadt Madhabpur im Distrikt Habiganj im Osten des Landes, etwa 130 Kilometer nordöstlich der Hauptstadt Dhaka an der Grenze zu Indien.

## Geschichte
Nach dem Wild Life Preservation Act von 1974 wurde der Satchari-Nationalpark 2005 auf  einer Fläche von 243 Hektar  eröffnet. Satchari bedeutet in der bengalischen Sprache ‚sieben Flüsse‘. Dies ist ein Hinweis auf die Flüsse und Bäche, die durch das Gelände fließen und für den üppigen, immergrünen Wald verantwortlich sind. Im Park leben in einem kleinen Dorf  24 Familien des Volksstamms der Tipra. In der Umgebung des Parks werden neun Teeplantagen betrieben.

## Flora und Fauna
Der Satchari-Nationalpark ist weitgehend mit tropischem Feucht- und Monsunwald bewachsen. Auf dem Gelände wachsen mehr als 200 unterschiedliche Arten von Bäumen. Diese sind der Lebensraum mehrerer Primatenarten, beispielsweise von Westlichen Weißbrauengibbons (Hoolock hoolock), Bengalischen Plumploris (Nycticebus bengalensis), Nördlichen Schweinsaffen, (Macaca leonina), Kappenlanguren, (Trachypithecus pileatus), Rhesusaffen (Macaca mulatta) und Phayre-Brillenlanguren (Trachypithecus phayrei).
Die Vielfalt von Pflanzen und Tiere drückt sich im Artenreichtum des Nationalparks aus. Es gibt eine Reihe markierter Wanderwege und einen Aussichtsturm, von dem aus im Besonderen Vogelbeobachtungen möglich sind. Im Nationalpark leben auf dem ca. 243 Hektar großen Gelände 138 Tierarten, die sich in 24 Säugetier-, 203 Vogel-, 50 Reptilien- und 21 Amphibienarten untergliedern (Stand 2023). Die Anzahl der Fischarten sowie die Wirbellosen wurden nicht erfasst. Die nachfolgende Bildreihe zeigt einige Primaten- und Vogelarten aus dem Satchari-Nationalpark:

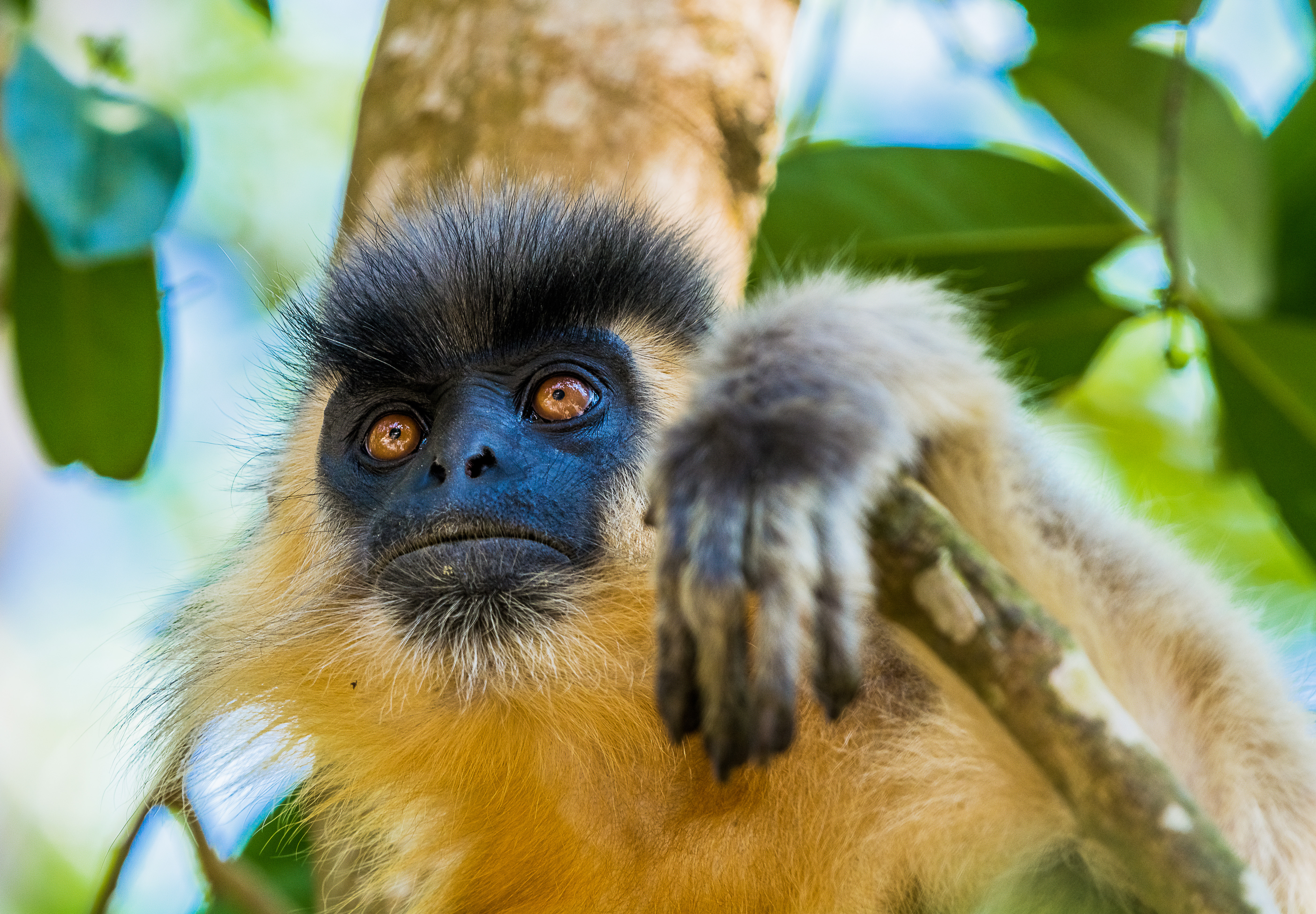
Kappenlangur
Phayre-Brillenlangur
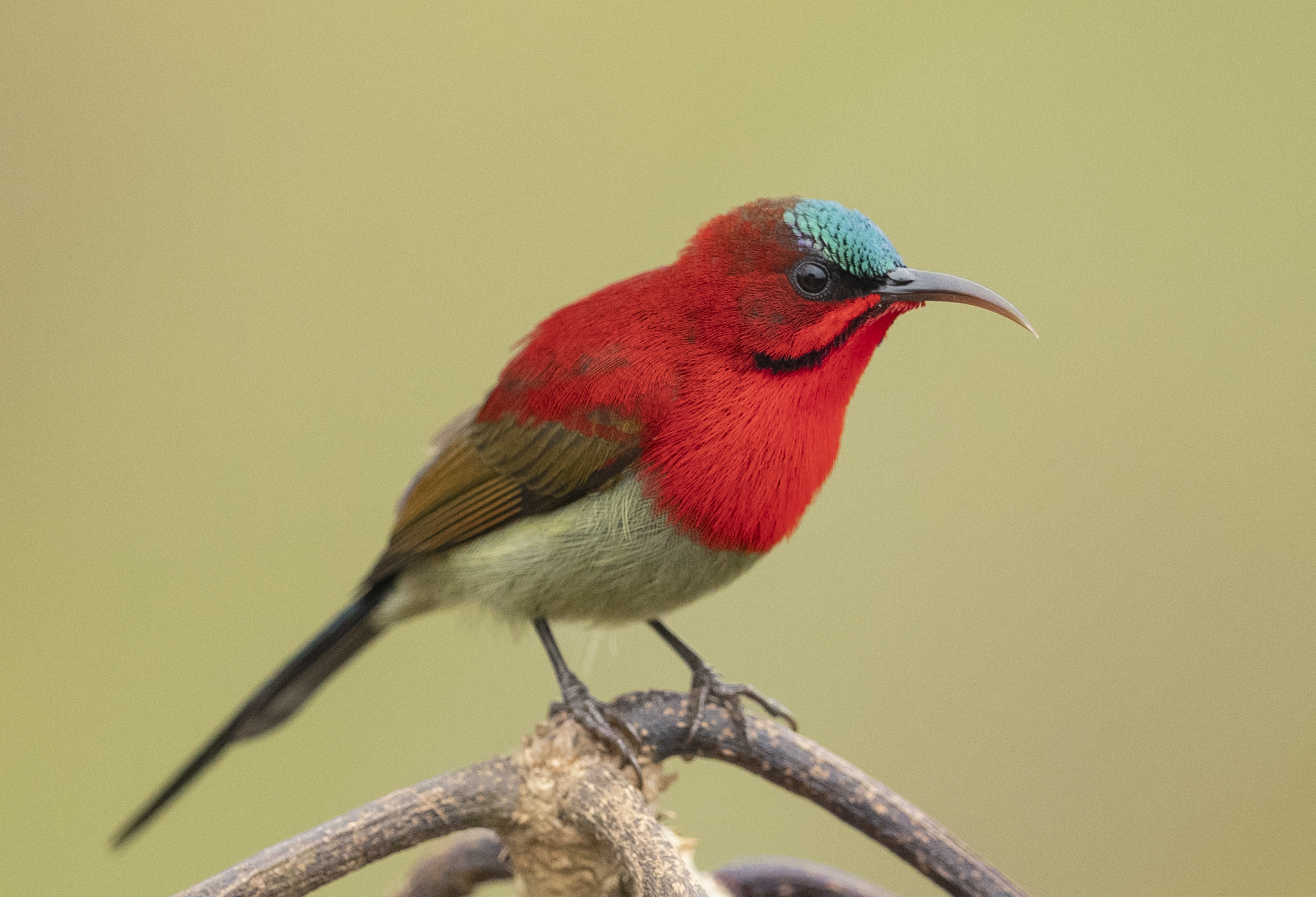
Karmesinnektarvogel (Aethopyga siparaja)
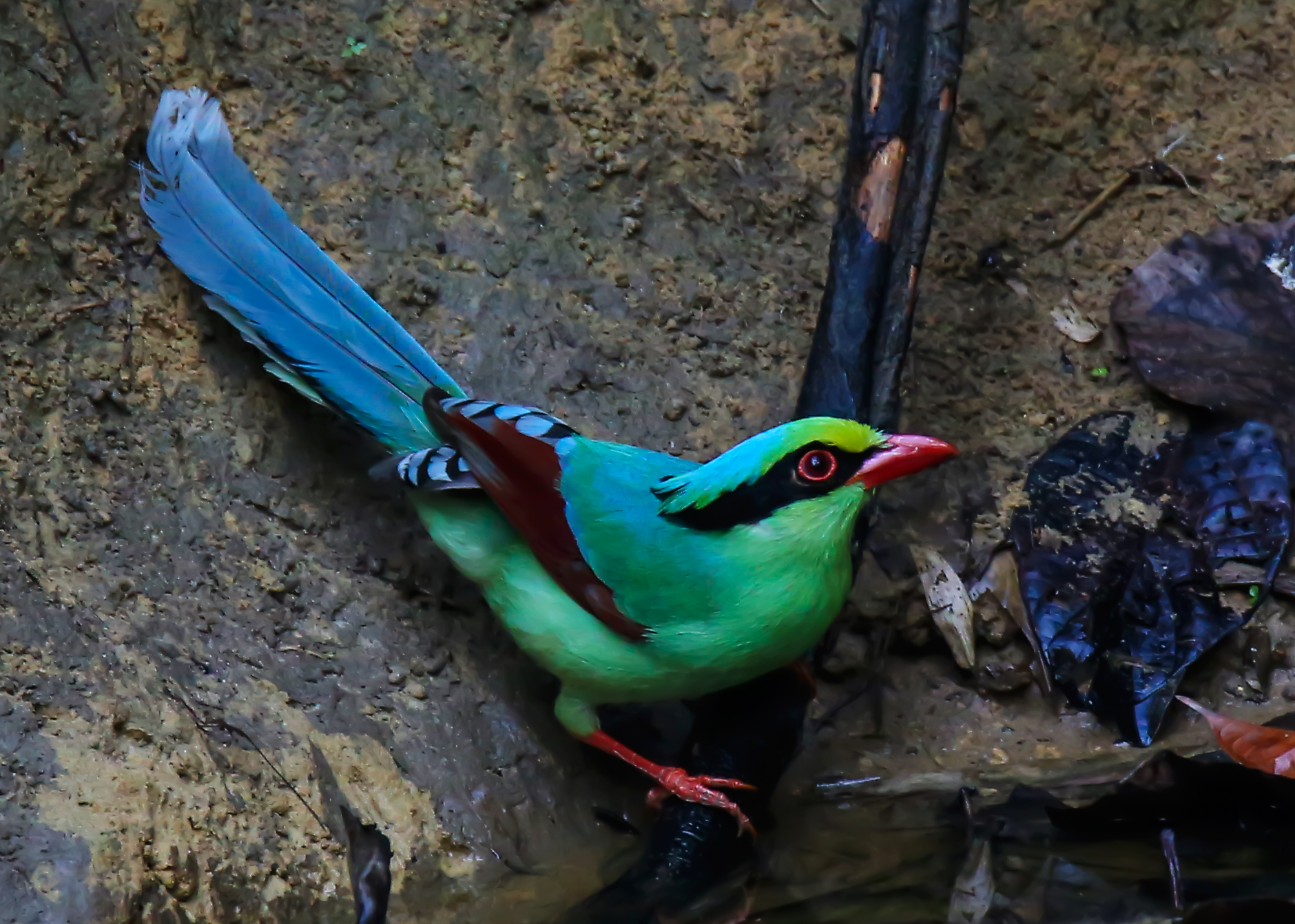
Jagdelster (Cissa chinensis)
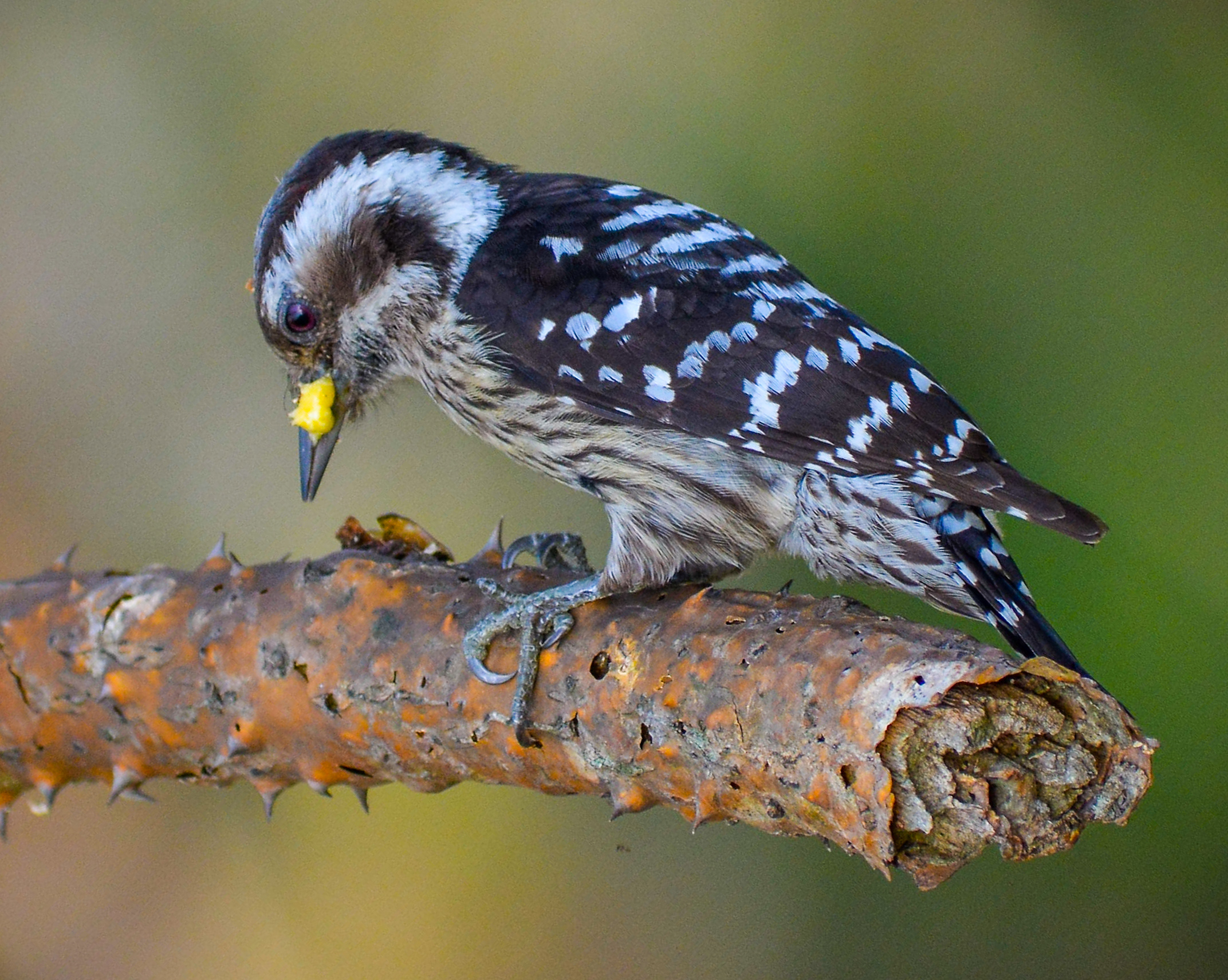
Grauscheitelspecht (Yungipicus canicapillus)